# クヌム神殿 (エレファンティネ)

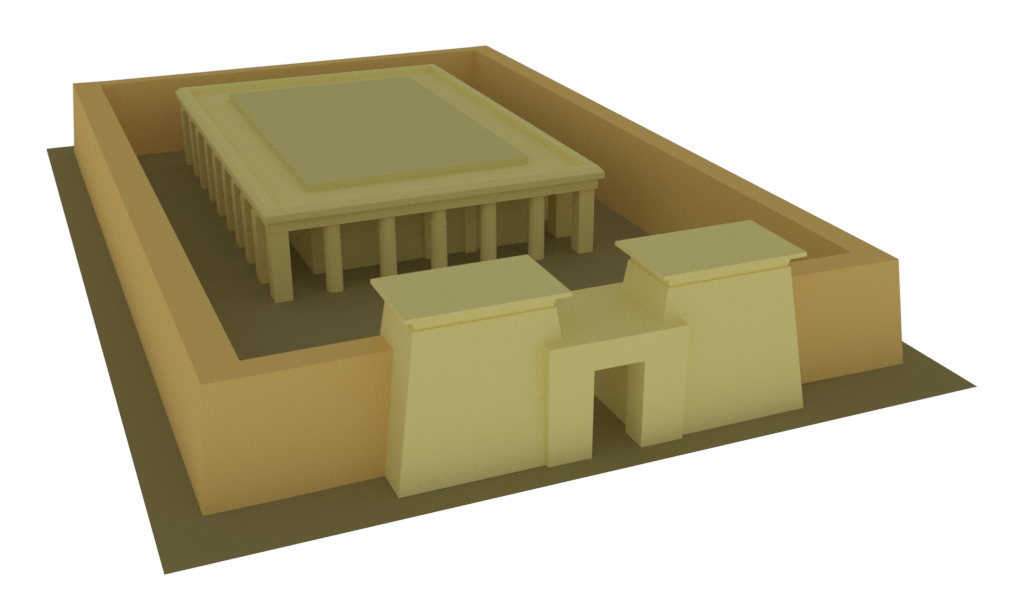
クヌム神殿後期の立体復元図

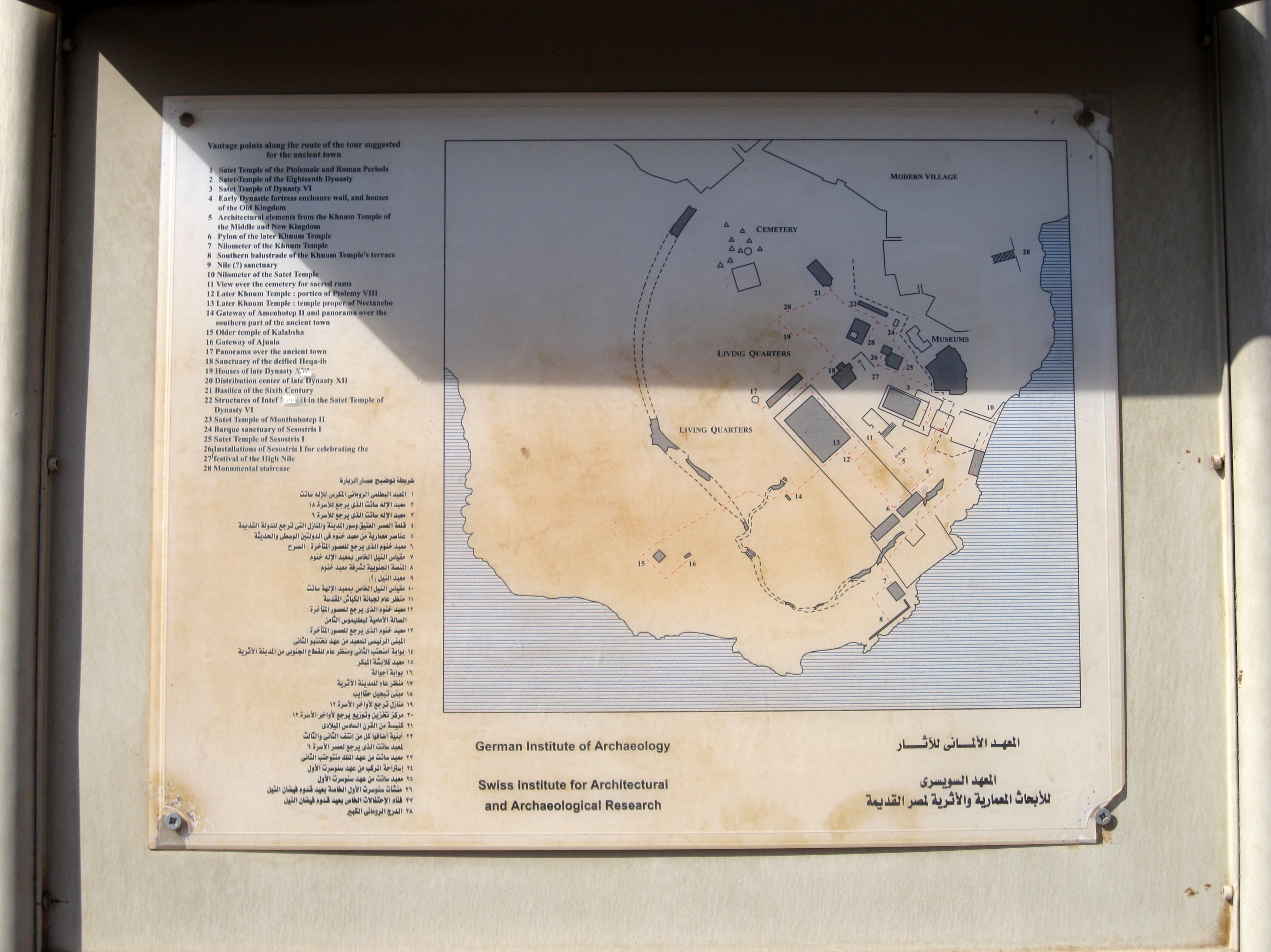
クヌム神殿周辺概要図

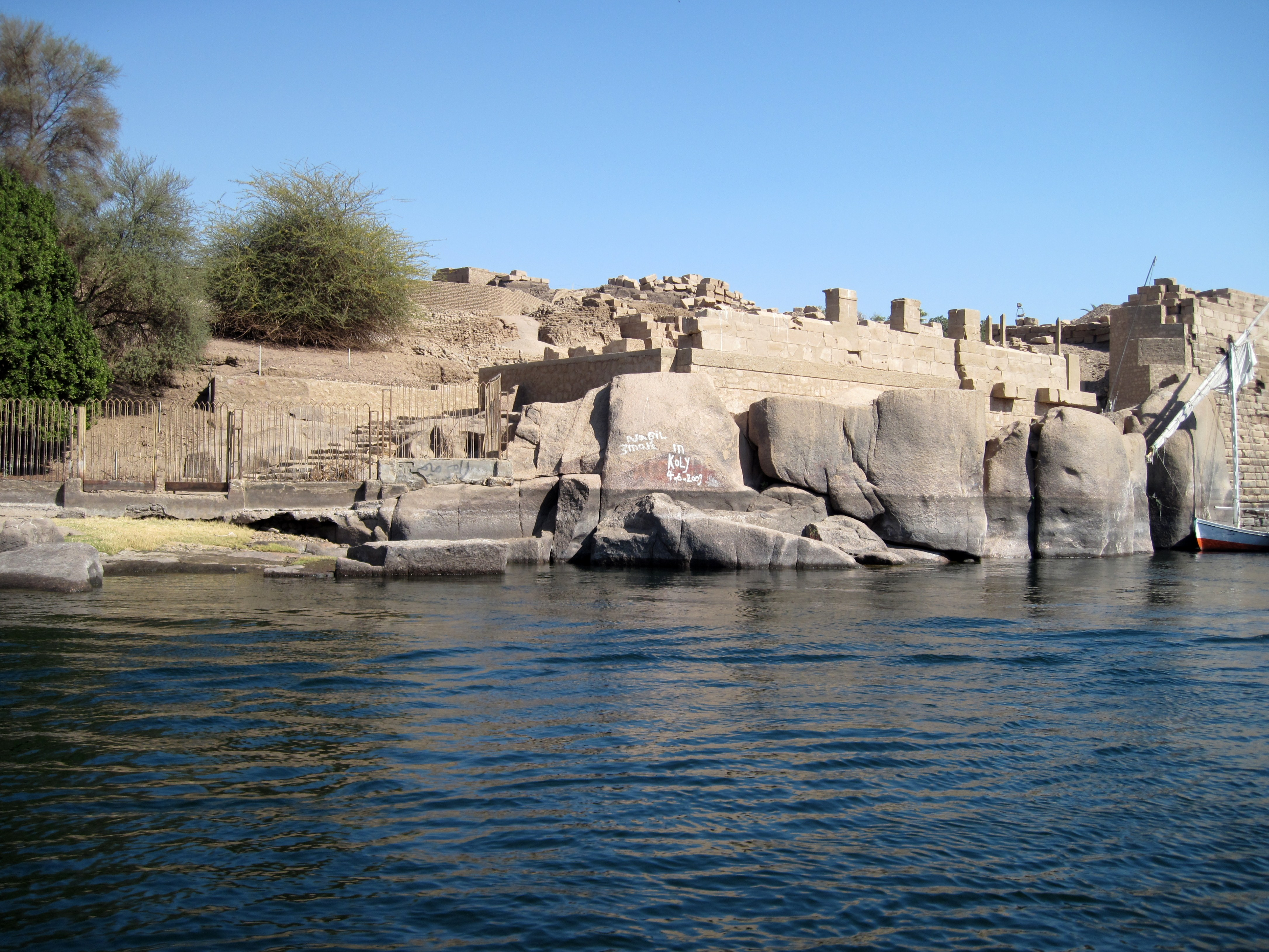
クヌム神殿南東側の船着場

クヌム神殿（クヌムしんでん、英: Temple of Khnum）は、ナイル川のアスワン地域に位置する中州のエレファンティネ島にある古代エジプト神殿の1つである。ナイル川第1急湍付近にあり、ナイル水源の守護神として、ナイル川の氾濫と肥沃（ひよく）な泥土（シルト〈ナイル・シルト〉）に関わる雄羊神クヌムに捧げられた。クヌム神殿が造営されたエレファンティネ島は、古代エジプトにおいて上エジプトの第1州（ノモス）であり、これより南の地域（ヌビア）の国境をなす要地であった。

## 歴史
エレファンティネ島はヌンよりもたらされるナイルの水源地として信仰され、エジプト初期王朝時代（紀元前3100-2686年）にはすでにクヌム崇拝の中心地であったと考えられる。中王国時代（紀元前2055-1650年）となる第11王朝（紀元前2055-1985年）には、神クヌムとともに、女神サテト（サティス）、アヌケト（アヌキス）が三柱神として崇拝されていた。
クヌムの神殿の歴史は、少なくとも中王国時代までさかのぼるといわれるが、今日認められるクヌム神殿の遺構からは、新王国時代（紀元前1550-1069年）、第18王朝（紀元前1550-1295年）のトトメス3世（在位紀元前1479-1425年）の時代を示す構造物の断片や遺物が確認される。主に女王ハトシェプスト（在位紀元前1473-1458年）により建立されたと考えられ、その後アメンホテプ3世（在位紀元前1390-1352年）の治世を経て、末期王朝時代（747-332年）、第30王朝（紀元前380年-343年）まで大幅に拡充された。

## 遺構

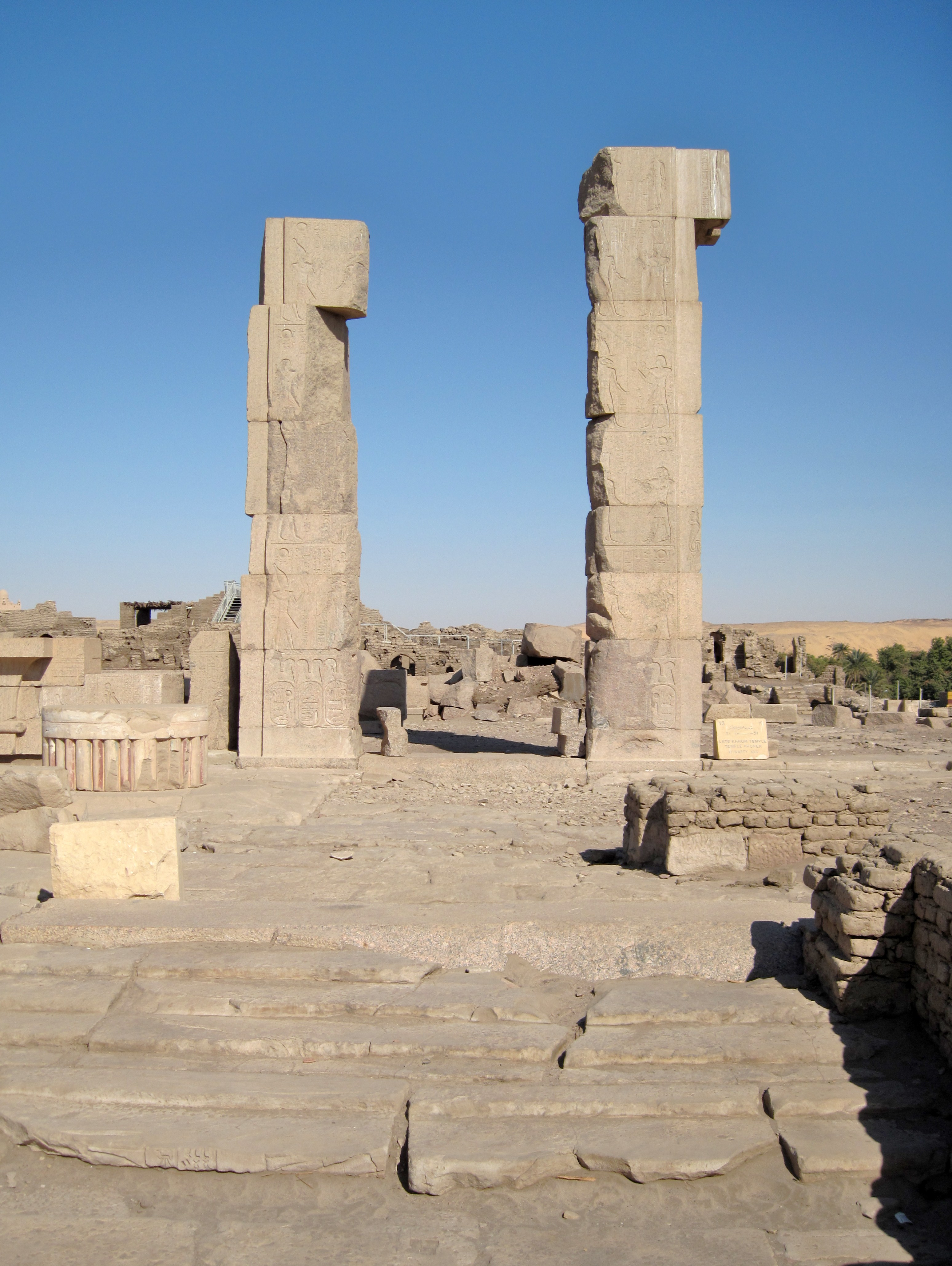
ネクタネボ2世の祠堂部正面入口

クヌム神殿の遺構は、エレファンティネ島南東端の船着場付近に向かう軸線上に造営されている。神殿内の周囲にラムセス2世（在位紀元前1279-1213年）による列柱の構築が認められ、構造物の前部に残存する舗装は古代エジプト後期に増設されたものである。いくつかの祭壇の遺構のほか、神殿の位置を示す花崗岩の門の遺構が今もなお認められるものの、石灰岩による神殿壁面の大半は石灰の原料として消失している。この神域の後部には第30王朝のネクタネボ2世（在位紀元前360-343年）による花崗岩の未完の大祠堂部分が確認できる。
2016年、このネクタネボ2世の祠堂の基礎部分より、神クヌムの祝祭における聖舟（バーク）の「中継所」を築いていた石材を再使用したブロック約30個が発見され、いくつかに女王ハトシェプストの治世初期を示唆する彫刻が認められた。